# Chirurdzy (seria 11)
Jedenasty sezon amerykańskiego serialu medycznego Grey's Anatomy: Chirurdzy. Premiera w Stanach Zjednoczonych odbyła się 25 września 2014 na antenie amerykańskiej telewizji ABC. Sezon wyprodukowany przez ABC Studios we współpracy z Shondaland oraz The Mark Gordon Company. Jest to ostatni sezon, w którym pojawia się Patrick Dempsey.

## Obsada

### Główna
- Ellen Pompeo jako Meredith Grey
- Justin Chambers jako Alex Karev
- Chandra Wilson jako Miranda Bailey
- James Pickens Jr. jako Richard Webber
- Sara Ramírez jako Callie Torres
- Kevin McKidd jako Owen Hunt
- Jessica Capshaw jako Arizona Robbins
- Sarah Drew jako April Kepner
- Jesse Williams jako Jackson Avery
- Caterina Scorsone jako Amelia Shepherd[3]
- Camilla Luddington jako Jo Wilson
- Jerrika Hinton jako Stephanie Edwards
- Kelly McCreary jako Margaret „Maggie” Pierce[4]
- Patrick Dempsey jako Derek Shepherd

### Drugoplanowa
- George jako dr Benjamin Warren
- Geena Davis jako dr Nicole Herman[5].
- Connie Ray jako Karen Kepner[6].
- Sally Pressman jako młoda Ellis Grey[7].
- Debbie Allen jako dr Catherine Avery
- Kate Burton jako Ellis Grey[8].
- Nicholas D’Agosto jako dr Graham Maddox
- Aria Leabu jako młoda Meredith Grey
- Kevin Alejandro jako Dan Pruitt
- Nicole Cummins jako paramedyk Nicole
- Heather Matarazzo jako Joan Paulson
- Giacomo Gianniotti jako dr Andrew DeLuca
- Irene Keng jako Audrey Shaw
- Joe Dinicol jako Mitchell
- Joe Adler jako Issac Cross[9]

### Gościnnie
- Annet Mahendru jako Ana[10].
- Patrick Fabian jako Oliver Lebackes
- J. August Richards jako młody Richard Webber
- Rebecca Field jako Sabine McNeil
- Billy Malone jako Jon McNeil
- Nicole Sullivan jako JJ
- Elizabeth Ann Bennett jako Ann

## Odcinki
| Nr | #  | Tytuł                           | Polski tytuł                        | Reżyseria       | Scenariusz              | Premiera (ABC)       | Premiera w Polsce (Fox Polska) |
| --- | -- | ------------------------------- | ----------------------------------- | --------------- | ----------------------- | -------------------- | ------------------------------ |
| 221 | 1  | I Must Have Lost It on the Wind | Wszystko gdzieś uleciało            | Kevin McKidd    | Stacy McKee             | 25 września 2014     | 21 stycznia 2015               |
| Po odejściu Cristiny, nowa pani doktor Maggie Pierce (Kelly McCreary) zawiera znajomości. Derek chce przeprowadzić się do Waszyngtonu, a Meredith stara się odzyskać poczucie normalności, zarówno w domu jak i w pracy. Callie i Arizona decydują się na pomoc surogatki. Amelia odkrywa wielki sekret. Bailey natomiast zdaje sobie sprawę, że będzie musiała walczyć z Alexem o miejsce w zarządzie. W dziwnym wypadku dwójka nastolatków zostaje przyłapanych w bardzo kompromitującej pozycji. |    |                                 |                                     |                 |                         |                      |                                |
| 222 | 2  | Puzzle With a Piece Missing     | Brakujący element układanki         | Rob Corn        | William Harper          | 2 października 2014  | 21 stycznia 2015               |
| Maggie chce zrobić dobre wrażenie na pracownikach szpitala, ale przypadkowo znajduje się w niefortunnej sytuacji. Richard wciąż ukrywa swoją tajemnicę. Tymczasem lekarze pracują nad przypadkiem umierającej kobiety, która jest utrzymywana przy życiu dzięki córce. |    |                                 |                                     |                 |                         |                      |                                |
| 223 | 3  | Got To Be Real                  | Stać mocno nogami na ziemi          | Rob Corn        | Zoanne Clack            | 9 października 2014  | 28 stycznia 2015               |
| Owen przedstawia Callie pacjentom Szpitala Weteranów w nadziei, że pomogą oni jej w badaniach laboratoryjnych nad mechaniczną kończyną. Joe staje się zazdrosna o przyjaźń łączącą Alexa i Meredith. Maggie wciąż zwierza się Richardowi. Tymczasem Alex i Bailey przygotowują się do zaprezentowania swoich umiejętności przed zarządem. |    |                                 |                                     |                 |                         |                      |                                |
| 224 | 4  | Only Mama Knows                 | Mama wie lepiej                     | Nicole Rubio    | Mark Driscoll           | 16 października 2014 | 28 stycznia 2015               |
| Tajemnice Ellis Grey wychodzą na światło dzienne, kiedy Meredith ogląda stare nagrania i czyta pamiętniki swojej matki. Tymczasem Maggie zaskakuje wszystkich niespodziewanym ogłoszeniem. Alex musi poradzić sobie z nowymi obowiązkami, a Callie współpracuje z weteranami. |    |                                 |                                     |                 |                         |                      |                                |
| 225 | 5  | Bend & Break                    | Ugnij się i złam                    | Jesse Bochco    | Meg Marinis             | 23 października 2014 | 4 lutego 2015                  |
| Odcinek poświęcony jest relacjom w związku Callie i Arizony. W pracy Callie angażuje się we współpracę ze Szpitalem Weteranów, a Arizona stara się zaimponować dr Herman. Richard zwraca się do Bailey z prośbą. |    |                                 |                                     |                 |                         |                      |                                |
| 226 | 6  | Don't Let's Start               | Tylko nie zaczynajmy                | Rob Greenlea    | Austin Guzman           | 6 listopada 2014     | 4 lutego 2015                  |
| Owen angażuje się w relację z pacjentką, która prawdopodobnie służyła w armii. Z wizytą do Seattle przybywa mama April i ma zamiar zacieśnić relację z Jacksonem. Derek planuje rodzinny obiad. Diagnoza jednego z pacjentów powoduje, że Bailey zaczyna martwić się o swoje zdrowie. Arizona otrzymuje złą wiadomość od dr Herman. |    |                                 |                                     |                 |                         |                      |                                |
| 227 | 7  | Can We Start Again, Please?     | Czy możemy zacząć od nowa?          | Bobby Roth      | Andy Reaser             | 13 listopada 2014    | 11 lutego 2015                 |
| Na światło dzienne wychodzi tajemnica Amelii, dotycząca uzależnienia i przysparza jej problemów w szpitalu. Bailey nadzoruje pierwszy samodzielny zabieg wykonywany przez Jo. W trakcie nieobecności dr Herman Arizona musi podjąć ważną decyzję. Lekarze mają dużo pracy, gdyż na izbie pojawia się para, która uciekła z pożaru. |    |                                 |                                     |                 |                         |                      |                                |
| 228 | 8  | Risk                            | Ryzyko                              | Rob Corn        | William Harper          | 20 listopada 2014    | 11 lutego 2015                 |
| Maggie i Meredith nie zgadzają się z Derekiem co do sposobu leczenia pacjenta, co dodatkowo wzmaga kłótnię między parą. Tymczasem Callie czuje się odpowiedzialna za jednego z weteranów, który jest zmęczony kolejnymi próbami i rezultatami rutynowych badań diagnostycznych. |    |                                 |                                     |                 |                         |                      |                                |
| 229 | 9  | Where Do We Go From Here        | Gdzie nas to wszystko zaprowadzi?   | Debbie Allen    | Meg Marinis             | 29 stycznia 2015     | 18 lutego 2015                 |
| Kiedy Derek przygotowuje się do przeprowadzki z Seattle do Waszyngtonu, Meredith jest zajęta w szpitalu. Jackson i April muszą zmierzyć się z trudnymi informacjami na temat stanu zdrowia ich dziecka. Amelia i Arizona szukają najlepszej metody operacji guza mózgu dr Herman. |    |                                 |                                     |                 |                         |                      |                                |
| 230 | 10 | The Bed's Too Big Without You   | Łóżko jest zbyt dużo bez Ciebie     | Chandra Wilson  | Tia Napolitano          | 5 lutego 2015        | 18 lutego 2015                 |
| April stara się pozostać optymistką podczas kiedy Arizona wykonuje badania jej dziecka. Dr Herman planuje dać jej przyspieszony kurs chirurgii płodu. Callie i Owen zachęcają się nawzajem do powrotu do randkowania. Tymczasem Meredith, Bailey i Maggie wykorzystują drukarkę 3D, aby uzyskać więcej informacji na temat nowotworu swojego pacjenta. |    |                                 |                                     |                 |                         |                      |                                |
| 231 | 11 | All I Could Do Was Cry          | Wszystko co mogłam zrobić to płakać | Rob Underwood   | Elizabeth J.B. Klaviter | 12 lutego 2015       | 25 lutego 2015                 |
| Po kilku rozmowach z dr Herman, April i Jackson muszą podjąć trudną decyzję dotyczącą życia ich nienarodzonego dziecka. Catherine przyjeżdża do Seattle i wpada na Richarda w szpitalu. Tymczasem Meredith szuka opiekunki do dzieci, aby mogła odwiedzić Dereka w Waszyngtonie. Amelia daje Stephanie cenną lekcję podczas pracy nad kolejnym przypadkiem. |    |                                 |                                     |                 |                         |                      |                                |
| 232 | 12 | The Great Pretender             | Wielkie oczekiwanie                 | Jeanot Szwarc   | Mark Driscoll           | 19 lutego 2015       | 4 marca 2015                   |
| Maggie zaczyna się denerwować, kiedy Meredith zaczyna unikać pytań o Waszyngton. Ben i Bailey niepokoją się o zdrowie brata Bena, który został przyjęty do szpitala. Dr Herman zaczyna przyśpieszony kurs chirurgii płodu Arizony. Tymczasem Richard czuje się manipulowany przez Catherine. |    |                                 |                                     |                 |                         |                      |                                |
| 233 | 13 | Staring at the End              | To koniec                           | Mark Jackson    | Stacy McKee             | 26 lutego 2015       | 11 marca 2015                  |
| Lekarze w szpitalu są zafascynowani guzem dr Herman, a Amelia daje wykład dotyczący zawiłości i szczegółów zabiegu. Arizona i Herman wciąż starają się zoperować wszystkie przypadki przed wielką operacją. Bailey przedstawia im przypadek kobiety w ciąży, która jest bliska jej sercu. |    |                                 |                                     |                 |                         |                      |                                |
| 234 | 14 | The Distance                    | Dystans                             | Eric Laneuville | Austin Guzman           | 5 marca 2015         | 18 marca 2015                  |
| W centrum odcinka znajduje się Amelia. Przygotowuje się do operacji, podczas gdy tłum chirurgów obserwuje jej poczynania z galerii. Stephanie zdaje sobie sprawę, że praca nad guzem dr Herman będzie o wiele trudniejsza niż się tego spodziewała. Tymczasem Bailey jest bardzo sceptycznie nastawiona do pracy Arizony nad jednym z przypadków dr Herman. |    |                                 |                                     |                 |                         |                      |                                |
| 235 | 15 | I Feel the Earth Move           | Trzęsienie ziemi                    | Thomas Wright   | Jen Klein               | 12 marca 2015        | 25 marca 2015                  |
| Trzęsienie ziemi dotyka Grey Sloan Memorial Hospital, Maggie zostaje uwięziona w windzie z przystojnym radiologiem, a dobra passa udanych operacji Meredith może się skończyć. Owen, Amelia i Richard pomagają telefonicznie dziecku, które znajduje się w domku w górach z ranną matką. |    |                                 |                                     |                 |                         |                      |                                |
| 236 | 16 | Don’t Dream It’s Over           | Nie myśl, że się skończyło          | Susan Vaill     | Andy Reaser             | 19 marca 2015        | 1 kwietnia 2015                |
| Stan zdrowia jednego z pacjentów doprowadza do rozmowy Richarda z Maggie na temat choroby Alzheimera. April i Jackson starają się wrócić do normalnego życia. Arizona musi poradzić sobie z tym, że Callie zaczęła umawiać się z innymi. Tymczasem Meredith ujawnia swoje największe obawy wobec Dereka. |    |                                 |                                     |                 |                         |                      |                                |
| 237 | 17 | With or Without You             | Z Tobą lub bez Ciebie               | Chandra Wilson  | Elisabeth R. Finch      | 26 marca 2015        | 8 kwietnia 2015                |
| Merdith dowiadując się o najnowszych wydarzeniach, próbuje podjąć decyzje co dalej z Derekim. Tymczasem Owen jest w szoku, gdy jego matka trafia do szpitala. |    |                                 |                                     |                 |                         |                      |                                |
| 238 | 18 | When I Grow Up                  | Kiedy dorosnę                       | Zetna Fuentes   | Tia Napolitano          | 2 kwietnia 2015      | 15 kwietnia 2015               |
| Wycieczka szkolna po szpitalu przyjmuje dramatyczny obrót, gdy pogotowie przywozi rannych funkcjonariuszy policji. Tymczasem Stephanie zwraca uwagę na jednego z policjantów. Callie operuje nogę kapitana, a Amelia musi określić swoje uczucia do Owena. |    |                                 |                                     |                 |                         |                      |                                |
| 239 | 19 | Crazy Love                      | Szalona miłość                      | Paul McCrane    | Elizabeth J.B. Klaviter | 9 kwietnia 2015      | 22 kwietnia 2015               |
| Meredith odkrywa co łączy Amelię i Owena, co ostro komentuje w rozmowie z Amelią. Tymczasem Catherine pomaga mężczyźnie, który wymaga interwencji medycznej po tym, jak jego żona zemściła się na nim za niewierność. |    |                                 |                                     |                 |                         |                      |                                |
| 240 | 20 | One Flight Down                 | Katastrofa lotnicza                 | David Greenspan | Austin Guzman           | 16 kwietnia 2015     | 29 kwietnia 2015               |
| Wskutek katastrofy samolotu w Seattle do szpitala trafia wiele ofiar wypadku, co przywołuje wspomnienia katastrofy lotniczej, szczególnie u Meredith i Arizony. Tymczasem kłótnie między Owenem i Amelią stawiają Stephanie w niewygodnej sytuacji. |    |                                 |                                     |                 |                         |                      |                                |
| 241 | 21 | How to Save a Life              | Ratowanie życia                     | Rob Hardy       | Shonda Rhimes           | 23 kwietnia 2015     | 6 maja 2015                    |
| Derek jest świadkiem wypadku samochodowego. Wkracza do akcji, aby pomóc rannym. |    |                                 |                                     |                 |                         |                      |                                |
| 242 | 22 | She's Leaving Home (Part 1)     | Wyprowadzka (Część 1)               | Chris Hayden    | Stacy McKee             | 30 kwietnia 2015     | 13 maja 2015                   |
| April podejmuje zaskakującą decyzję, której nie może zrozumieć Jackson. Tymczasem Bailey i Ben nie zgadzają się w kwestii ich wspólnej przyszłości, pacjent Callie – funkcjonariusz policji, ponownie trafia do szpitala. |    |                                 |                                     |                 |                         |                      |                                |
| 243 | 23 | She's Leaving Home (Part 2)     | Wyprowadzka (Część 2)               | Chris Hayden    | Stacy McKee             | 30 kwietnia 2015     | 13 maja 2015                   |
| 244 | 24 | Time Stops                      | Czas się zatrzymał                  | Kevin McKidd    | Meg Marinis             | 7 maja 2015          | 20 maja 2015                   |
| 245 | 25 | You're My Home                  | Jesteś moim domem                   | Rob Corn        | William Harper          | 14 maja 2015         | 27 maja 2015                   |